# Gilberto Mendes
Gilberto Ambrósio Garcia Mendes (Santos, 13 de outubro de 1922 - Santos, 1º de janeiro de 2016) foi compositor, professor universitário e autor de livros e artigos sobre música, um dos principais nomes da música contemporânea brasileira de vanguarda.
Pioneiro em música aleatória e música concreta no Brasil, e signatário do Manifesto Música Nova de 1963. Sua obra mais famosa é certamente o Moteto em Ré Menor (1967), mais conhecido como Beba Coca Cola, para vozes corais e poema de Décio Pignatari, em que fica explícita a sua diversidade do material sonoro e pelo emprego do humor e da crítica social.

## Biografia
Gilberto Mendes iniciou seus estudos de música aos 19 anos no Conservatório de Santos, incentivado por Miroel Silveira, tendo sido aluno de Savino de Benedictis (harmonia) e Antonieta Rudge (piano). Recebeu posteriormente orientação de Cláudio Santoro e Olivier Toni (composição) e frequentou ainda os Ferienkurse für Neue Musik em Darmstadt, na Alemanha, em 1962 e 1968.
Conferencista e autor de artigos em revistas e jornais brasileiros, foi também professor colaborador em disciplinas relacionadas à linguagem musical pelo Departamento de Música da Escola de Comunicações e Artes da Universidade de São Paulo, em São Paulo, contratado por Olivier Toni. Como professor universitário atuou também nos Estados Unidos, como professor visitante na Universidade do Texas em Austin, atendendo a convite de Gerard Henri Béhague, e na Universidade de Wisconsin em Milwakee, na qualidade de University Artist (1978-1979) e Tinker Visiting Professor. Deu aulas também na PUC-SP e na UnB. Já aposentado pela ECA-USP, chegou a ministrar cursos e palestras no recém fundado Curso de Música pela USP em Ribeirão Preto, após 2002.
Sua primeira obra composta foi Episódio (1949), para voz aguda e piano, com poema de Carlos Drummond de Andrade. 
Por iniciativa de Eunice Katunda, sua primeira obra divulgada em público foi Peixes de Prata (1955), com poema de Antonieta Dias de Moraes, inicialmente composta para canto e piano, e, posteriormente, orquestrada pelo próprio compositor, por ocasião da trilha gravada pela Orquestra Sinfônica de Ribeirão Preto para o filme O dono do mar (2006), dirigido por seu filho Odorico Mendes.
Seu Motet em Ré menor - Beba Coca-Cola (1966) tornou-se um clássico do repertório coral a cappella do século XX.
Já em Vila Socó, Meu Amor (1984), para coro feminino a cappella, Gilberto Mendes, em analogia ao filme Hiroshima mon amour, homenageia os 93 mortos no incêndio da favela Vila Socó, de Cubatão, em 1984. Ele escreveu a música dias após a catástrofe, tendo composto também a letra: "Não devemos esquecer os nossos irmãos da Vila Socó, transformados em cinzas, lixo em pó. A tragédia da Vila Socó mostra como o trabalhador é explorado, esmagado sem nenhum dó".
Em 1997, musicou o poema O anjo esquerdo da História, de Haroldo de Campos, que fala sobre os 19 sem-terra assassinados em Eldorado dos Carajás, no Pará, no dia 17 de abril de 1996 - data que se tornou o Dia Mundial da Luta Camponesa e Dia Nacional de Luta pela Reforma Agrária.
Um CD com canções de Gilberto Mendes (2006), em projeto pela Petrobrás, foi gravado por Rosana Lamosa (soprano), Fernando Portari (tenor) e Rubens Russomanno Ricciardi (piano). Já a OSESP, em homenagem aos 90 anos de Gilberto Mendes, lançou o CD Gilberto Mendes 90 - alegres trópicos (2013).
Um dos pioneiros da música concreta no Brasil, foi um dos signatários do Manifesto Música Nova (1963), publicado pela Revista Invenção Ano II, nº 3, junho de 1963. Foi porta-voz da poesia concreta paulista, do grupo Noigandres. Como consequência dessa tomada de posição, tornou-se um dos pioneiros no Brasil no campo da música concreta, da música aleatória, da música serial integral , mixed média, experimentando ainda novos grafismos, novos materiais sonoros e a incorporação da ação musical à composição, com a criação do teatro musical, do happening. 
Gilberto Mendes foi fundador, diretor artístico e programador do Festival Música Nova em Santos de 1962 a 2010, a mais antiga e importante mostra internacional de música contemporânea em toda a América. Por sua decisão pessoal, em 2012, o festival foi transferido para Ribeirão Preto, desde então nomeado Festival Música Nova "Gilberto Mendes", tornando-se um festival com cursos, palestras, master classses e voltado para a formação de jovens músicos e compositores, abrigado na USP (universidade na qual atuou e chegou a se aposentar, na condição de professor doutor).
Sua documentação pessoal e manuscritos encontram-se depositados no Centro de Memória das Artes da FFCLRP-USP e na Biblioteca da ECA-USP. As partituras doadas pelo compositor a essa biblioteca estão catalogadas no banco de dados das bibliotecas da USP, neste link.

## Obra
Sua obra vem sendo apresentada nos cinco continentes, principalmente na Europa e EUA. Destacam-se, 
Para orquestra: 
- Ponteio (1955)
- Santos Football Music (1969)
- Concerto para piano e orquestra (1981)[8]
- Partitura: um quadro de Gastão Z. Frazão (1985)
- O último tango em Vila Parisi (1987)
- Abertura Issa (2002)
- Alegres trópicos - um baile na Mata Atlântica (2006)

Para grupos instrumentais:
- Saudades do Parque Balneário Hotel
- Ulysses em Copacabana Surfando com James Joyce e
- Dorothy Lamoura
- Longhorn Trio
- Rimsky

Para coro:
- Beba Coca-Cola
- Ashmatour
- O Anjo Esquerdo da História,
- Vila Socó Meu Amor

Música concentual com cena:
- Ópera aberta - para cantora e halterofilista.

Escreveu também inúmeras peças para piano e canções. 
Livros:
- Uma Odisséia Musical - dos mares do sul à elegância pop/art déco (1994) - São Paulo: EdUSP / Giordano
- Viver sua música - com Stravinsky em meus ouvidos, rumo à Avenida Nevskiy (2008) - Santos e São Paulo: Realejo / EdUSP.
- Danielle em surdina, langsam (2013) - romance - São Paulo: Algol/Mirfak.

## Prêmios e honrarias
No Brasil, recebeu, entre outros, o Prêmio Carlos Gomes, do Governo do Estado de São Paulo, foi também diversos prêmios da APCA, o I Prêmio Santos Vivo, dado pela ONG de mesmo nome, pela sua obra "Santos Football Music", além de ter sido indicado para o Primeiro Prêmio Multicultural do jornal "O Estado de S. Paulo". Também recebeu a Bolsa Vitae, o prêmio Sergio Mota hors concours 2003 e o título de "Cidadão Emérito" da cidade de Santos, dado pela Câmara Municipal de Vereadores.
Em cerimônia no Palácio do Planalto, em Brasília, no ano de 2004, o autor recebeu a insígnia e diploma de sua admissão na Ordem do Mérito Cultural, na classe de comendador, do Ministério da Cultura, das mãos do presidente da República, Luiz Inácio Lula da Silva, e do Ministro da Cultura, Gilberto Gil.
Era  membro honorário da Academia Brasileira de Música e do Colégio de Compositores Latino-americanos de Música de Arte, com sede no México.
Verbetes com seu nome constam das principais enciclopédias e dicionários mundiais, como o Grove em inglês, o Rieman alemão, o  Dictionary of Contemporarry Music, de John Vinton e vários outros.

## Morte
Gilberto Mendes morreu em 1º de janeiro de 2016, aos 93 anos. por falência múltipla de órgãos. O compositor era casado há 40 anos com Eliane Ghigonetto.